# 31463 Michalgeci
31463 Michalgeci è un asteroide della fascia principale. Scoperto nel 1999, presenta un'orbita caratterizzata da un semiasse maggiore pari a 2,2894087 UA e da un'eccentricità di 0,0923459, inclinata di 3,97579° rispetto all'eclittica.